# Österreichischer Bauherrenpreis 2021
Mit dem Österreichischen Bauherrenpreis der Zentralvereinigung der Architekten Österreichs wurden im Jahr 2021 die folgenden Projekte ausgezeichnet:
| Realisierung                                                           | Bauherr                                                                                         | Planer                                                         |
| ---------------------------------------------------------------------- | ----------------------------------------------------------------------------------------------- | -------------------------------------------------------------- |
| Sigmund Freud Museum in Wien                                           | Direktorin Monika Pessler mit Peter Nömaier, Daniela Finzi und die Sigmund-Freud-Privatstiftung | 2018–2020 Hermann Czech, Walter Angonese und ARTEC Architekten |
| Tiroler Steinbockzentrum                                               | Bürgermeister Elmar Haid der Gemeinde St. Leonhard im Pitztal                                   | Architektenduo Rainer Köberl und Daniela Kröss                 |
| Auferstehungskapelle Straß                                             | Marianne Pachler für den zwölfköpfigen Kapellenverein Straß im Attergau                         | LP architektur ZT GmbH                                         |
| Panoramalift Steyr (Steg, Treppe und Lift vom Bahnhof in die Altstadt) | Peter Hochgatterer und die Stadtbetriebe Steyr                                                  | Reitter Architekten                                            |
| Schulpädagogisches Zentrum                                             | Bürgermeisterin Irene Gölles und die Stadtgemeinde Gloggnitz                                    | Dietmar Feichtinger Architectes                                |
| Vinzidorf in Wien-Hetzendorf                                           | Pfarrer Wolfgang Pucher und die Vinziwerke -Vinzenzgemeinschaft Eggenburg                       | Architekturbüro gaupenraub +/-                                 |

Die Hauptjury bestand aus Angelika Schnell (Professorin für Architekturtheorie und Architekturgeschichte) u. a.